# 宣慰使司都元帅府
宣慰使司都元帅府，简称宣慰司都元帅府或宣慰司，是元朝设置的地方官署名，为设于沿海及边疆地区的军政机关，承行中书省或宣政院之命统辖区军民之务。明朝也在边疆和少数民族地区设立。
元代设宣慰使司都元帅府之地，凡五道及九处。以宣政院为例，下辖三个“宣慰使司都元帅府”以管理藏区：
1. 吐蕃等处宣慰使司都元帅府（朵思麻宣慰司）
2. 吐蕃等路宣慰使司都元帅府（朵甘思宣慰司）
3. 乌思藏纳里速古鲁孙等三路宣慰使司都元帅府（乌思藏宣慰司）